# Grüner Bunker
El Búnquer Verd (conegut internacionalment com a Grüner Bunker) d'Hamburg és una torre Flak de defensa antiaèria construïda durant la Segona Guerra Mundial, que a la dècada de 1990 es va reconvertir en un "búnquer mediàtic" i entre el 2019 i el 2024 es va ampliar amb cinc plantes superiors i s'hi va afegir una plataforma d'uns 560 m de llargada al voltant de l'exterior del búnquer donant accés a un jardí urbà d'accés públic de 1.400 m² situat al terrat de l'edifici. Aquest projecte únic, que es troba al carrer Feldstraße, pretén convertir-se en un nou punt de referència del barri de Sankt Pauli d'Hamburg.

## Història

### Construcció durant la Segona Guerra Mundial
A principis de la dècada de 1940, es van construir diversos búnquers de gran alçada coneguts com a torres Flak a Berlín, Hamburg i Viena. Aquestes torres van ser dissenyades per defensar-se contra els atacs aeris. Les torres antiaèries més grans d'Hamburg es van construir als barris de Sankt Pauli (Torre Flak IV) i al de Wilhelmsburg (Torre Flak VI).
La Torre Flak IV és l'actual "Búnquer Verd" i un dels búnquers de gran alçada més grans mai construïts. Amb una planta de 75 metres x 75 metres i una alçada de 38 metres, el búnquer va ser construït el 1942 en 300 dies utilitzant milers de treballadors forçats estrangers, i es va completar a l'octubre del mateix any. Les parets del bunquer, construïdes amb formigó i armadura d'acer, tenen un gruix de 3,5 metres i el sostre un gruix de cinc metres.
L'edifici només complia parcialment les necessitats militars, però fou encara més útil com a refugi antiaeri per a la població. Tot i que la seva capacitat estava limitada a 18.000 persones, fins a 25.000 persones van buscar-hi refugi durant els intensos bombardejos aeris sobre Hamburg a l'estiu de 1943.

### Reutilització civil després de la guerra
El búnquer Torre Flak IV va ser utilitzat per inquilins civils després de la guerra, ja que hi havia una greu escassetat d'habitatges a la ciutat d'Hamburg. Això va impedir que la torre fos enderrocada el juliol de 1947. A principis dels anys 1950, una part de les habitacions servia com a allotjament d'emergència per a dones i nens que patien violència domèstica. Podien buscar-hi refugi durant un període de temps relativament curt. Durant la Guerra Freda, es va reactivar com a refugi antiaeri.

### Renovació del 1990
El 1990, l'edifici es va vendre per aproximadament 1,6 milions de marcs alemanys i es va convertir en un centre multimèdia.
El 1993, l'inversor Thomas Matzen va adquirir el dret d'arrendament del búnquer fins al 2053 per 6 milions de marcs, ja que la ciutat d'Hamburg generalment no ven terrenys en aquesta zona. Va invertir-hi aproximadament 20 milions de més més en la infraestructura per permetre el lloguer del dret d'arrendament. Des de llavors, aquest dret d'arrendament s'ha transferit a Matzen Immobilien GmbH i s'ha prorrogat fins al 2099.
Posteriorment, s'hi van establir l'actual club de música "Uebel & Gefährlich", una sala de concerts de cambra, l'Institut SAE, i agències de publicitat i promoció entre d'altres. Del 2005 al 2021, hi va haver una sucursal del minorista d'instruments musicals JustMusic, que havia adquirit la botiga de música Amptown de Wandsbek el 2002, amb 4.500 m² d'espai comercial en dues plantes. L'any 2000, es va produir un atac a la zona VIP de l'antiga discoteca J's, que va deixar diverses persones ferides.

### Renovació del 2019–2024
La idea per "enverdir" el búnquer ja feia temps que existia. Per exemple, el 1992, per invitació del diari Hamburger Abendblatt, l'artista Friedensreich Hundertwasser va crear una representació del búnquer amb arbres al sostre, que es va publicar al diari el 2 d'abril de 1992.
El 2013, l'urbanista d'Hamburg Mathias Müller-Using va tenir la idea d'utilitzar vegetació per crear una atmosfera nova i positiva per al búnquer antiaeri. Juntament amb els arquitectes de l'Interpol Studios, que dirigia, Müller-Using va iniciar el concepte de l'ampliació i del parc de la coberta accessible al públic, va dissenyar l'arquitectura i, conjuntament van preparar la planificació del disseny i l'aprovació de tot el projecte fins a la presentació de la sol·licitud d'edificació.
El concepte d'enverdiment va ser desenvolupat per l'estudi d'arquitectura paisatgística Landschaftsarchitektur+ Holzapfel-Herziger & Benesch PartG mbB, amb seu a Hamburg, que va preparar i presentar els documents del permís d'obra i va supervisar la implementació com a part del seguiment del projecte. L'empresa L+ va participar en el projecte des de l'octubre de 2014 fins a la seva finalització el 2024. En el contracte de desenvolupament urbà del 17 de març de 2017, Matzen KG es va comprometre a implementar i mantenir l'enverdiment segons el concepte i els plans de l'empresa L+. Juntament amb un grup d'inversors, l'empresa va sol·licitar afegir cinc plantes a l'edifici catalogat, cadascuna amb una alçada d'aproximadament 20 metres. El projecte incloïa un hotel, un gimnàs, restaurants, una sala d'esdeveniments i un pavelló esportiu. La inversió també incloïa la plantació de la façana i la teulada. Els costos d'inversió estimats d'aproximadament 30 milions d'euros s'havien de compensar amb usos comercials.
Després de l'aprovació per part de l'oficina del districte de Mitte, el parlament d'Hamburg també va aprovar els plans d'edificació i la pròrroga del contracte d'arrendament el 12 de juliol de 2017 amb els vots del Partit Socialdemòcrata i els Verds.
Abans d'aquestes decisions, hi va haver crítiques als plans presentats. Es temia que el búnquer fos molt menys verd del que s'havia promès. Així, a principis de juny de 2017 es van publicar els plànols de construcció, segons els quals l'anunciada ampliació verda només es podia dur a terme en una mesura significativament reduïda a causa de les normes de seguretat contra incendis. El partit Die Linke va criticar les condicions acordades: que en lloc del valor real del terreny d'uns 1.500 euros per metre quadrat, es calculava un valor de poc menys de 980 euros, més un descompte del 30%. A més, es va renunciar a una compensació per plaça d'aparcament de 744.000 euros.
L'associació Hilldegarden e.V., que es va originar al barri, va participar en el concepte d'ús de parts de les zones d'accés públic. En diversos grups de treball, l'associació, en diàleg amb el propietari, va desenvolupar un concepte que incloïa fer la zona accessible al públic, preservar el búnquer com a memorial i crear zones per a ús cultural.
Landschaftsarchitektur+ PartG mbB va rebre el guardó European Garden Awar en la categoria de Mesures d'adaptació climàtica, així com el premi a la millor teulada verda 2024 atorgat per l'Associació Federal de Construcció Verda (BuGG).
El Búnquer Verd va obrir el 2024 i l'últim tram del "Camí de Muntanya" de 560 metres de llargada que envolta l'edifici es va instal·lar el setembre de 2023. A causa de les obres i les condicions meteorològiques, l'obertura de l'hotel, i per tant de tot el complex, es va retardar diversos mesos. Després d'una preobertura el 3 de juliol, el "Camí de Muntanya" es va obrir juntament amb el jardí del terrat de 1.400 m² el 5 de juliol de 2024. El cost total de l'ampliació i el paisatgisme va ser d'aproximadament 60 milions d'euros.

## Ús actual
A més a més dels negocis que romanen al nucli de l'antic búnquer, l'ampliació ha creat un jardí al terrat, un hotel, diversos restaurants i un pavelló esportiu i d'esdeveniments.

### Jardí del terrat
En total, hi ha més de 10.000 m² de zona verda i comunitària amb unes 23.000 plantes, on el Ministeri Federal de Medi Ambient, Protecció de la Natura, Seguretat Nuclear i Protecció al Consumidor (BMUKN, per les seves sigles en alemany) està duent a terme un estudi amb uns 80 sensors que recopilen dades sobre els efectes directes d'aquesta cobertura vegetal a l'edifici. Generalment, l'entrada està limitada a unes 900 persones, que simultàniament hi accedeixen a través de la passarel·la panoràmica.
Des de la seva obertura, aproximadament unes 4.000 persones han utilitzat el búnquer diàriament, cosa que ha provocat un important problema d'escombraries i lavabos bruts. A causa de la gran quantitat d'envasos i ampolles abandonats, ara està prohibit acedir a l'edifici amb menjar i begudes.

### Hotel i restaurants
L'hotel Reverb by Hard Rock Hotel (operat pel RIMC Hotels & Resort Group), amb les seves 134 habitacions, restaurant i jardí a la terrassa, va obrir l'abril de 2024. L'hotel inclou diverses opcions gastronòmiques: el Bar Karo&Paul del xef Frank Rosin, el restaurant principal La Sala, el Café Constant Grind, la Rock Shop i un contenidor d'aliments al jardí del terrat. La revista Time va incloure el Reverb Hotel a la llista dels "Millors llocs del món 2024".

### Sala Georg Elser
Anomenada en honor del lluitador de la resistència Georg Elser, la sala va obrir les portes el 2024 per poder ser utilitzada per a esports escolars els dies laborables i amb una capacitat per acollir fins a 2.200 persones per a concerts. Ja hi havia hagut sales Georg Elser a Múnic, però van ser enderrocades el 2008.

## Galeria

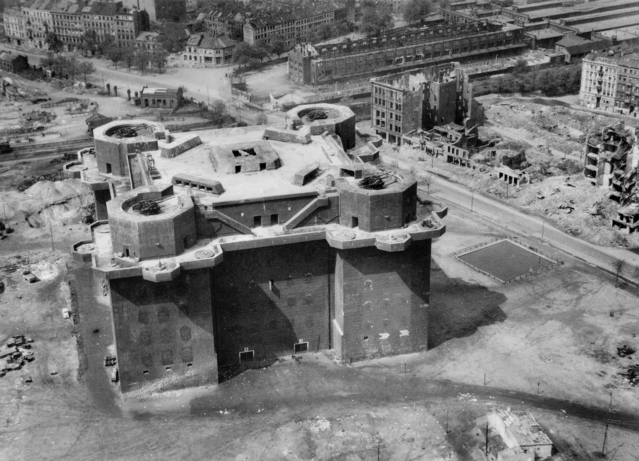
Imatge aèria de la torre Flakturm IV Hamburg el 1945.
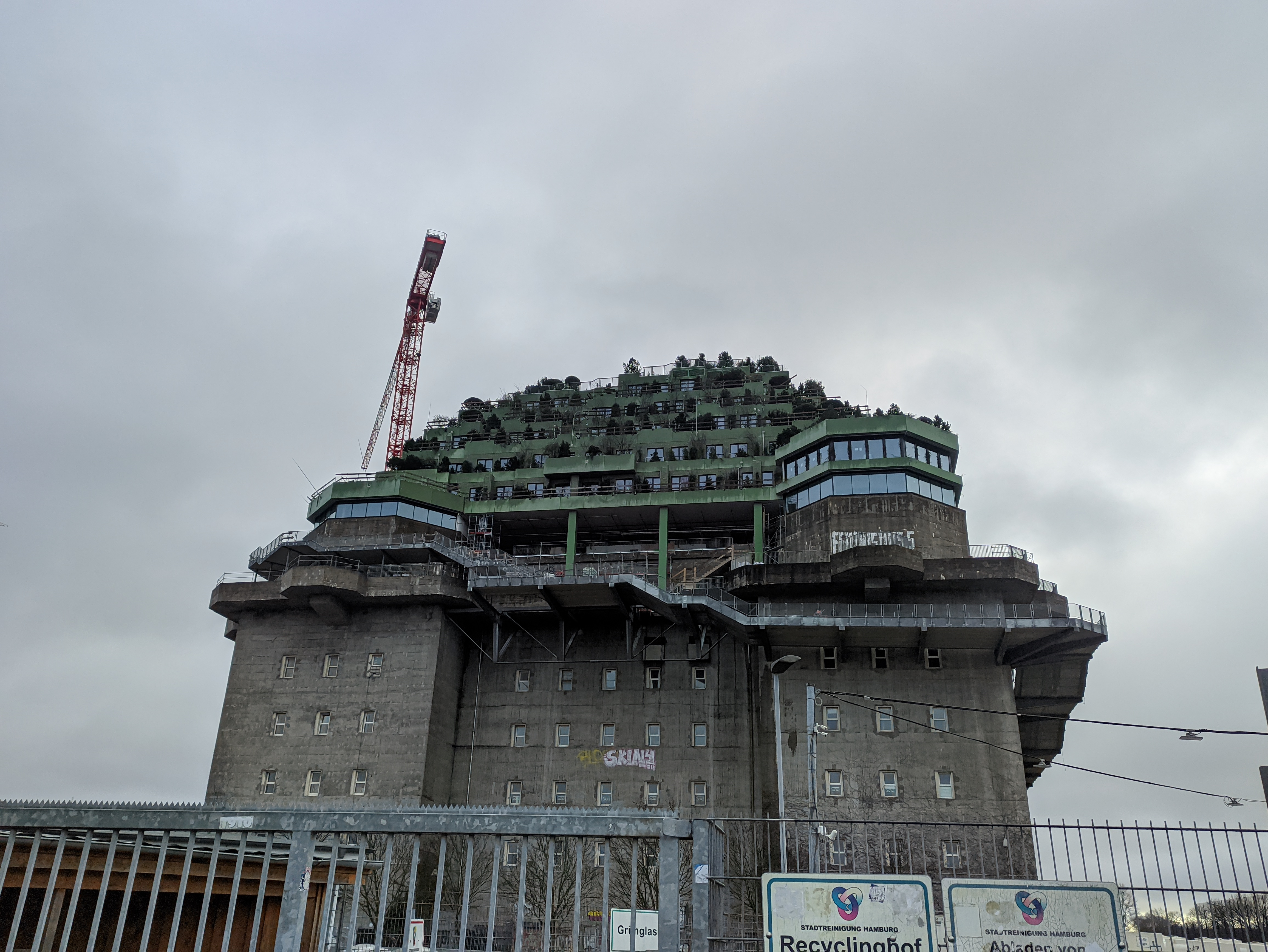
Imatge del Grüner Bunker el 2024.
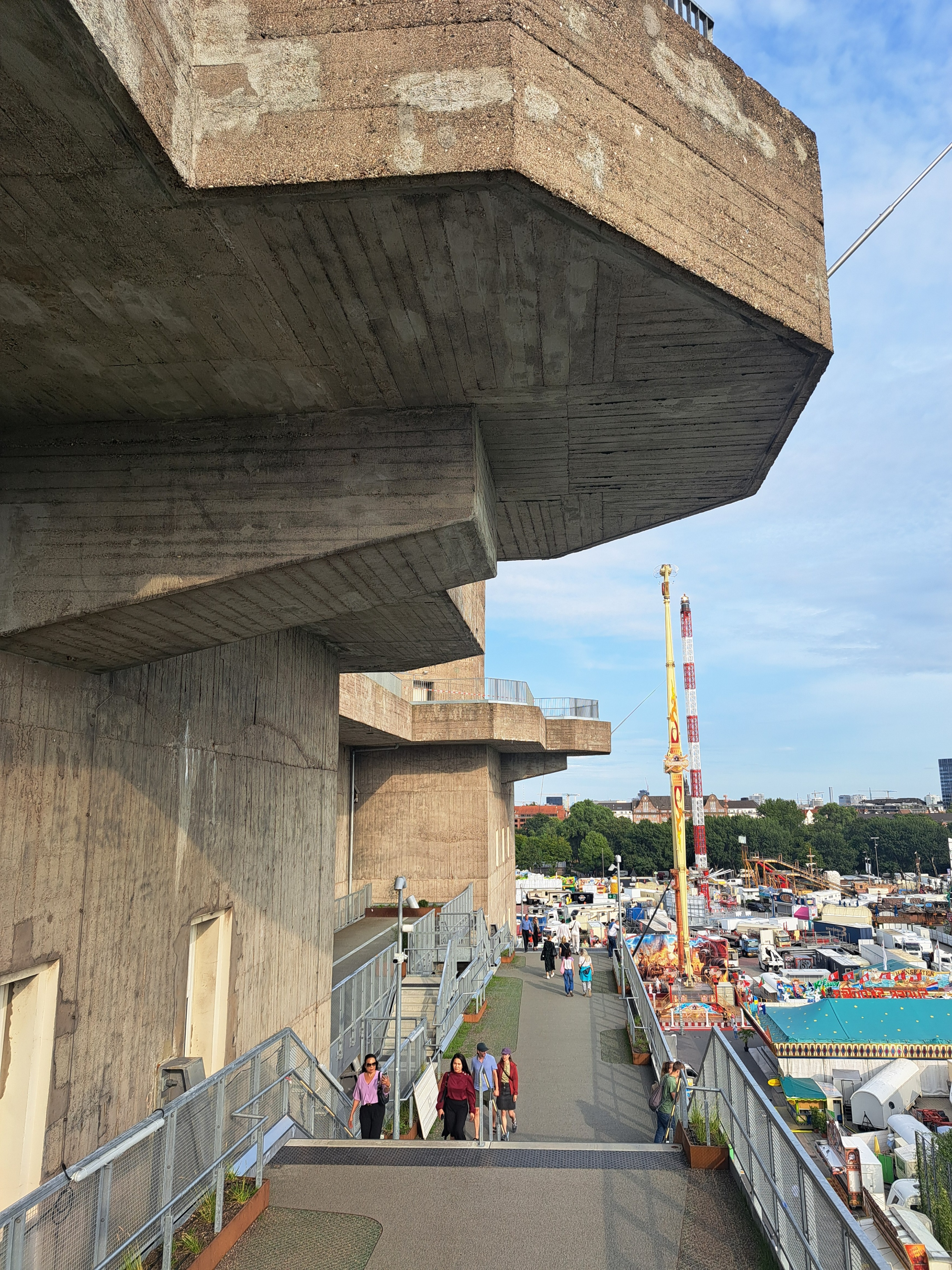
Detall de la passarel·la.
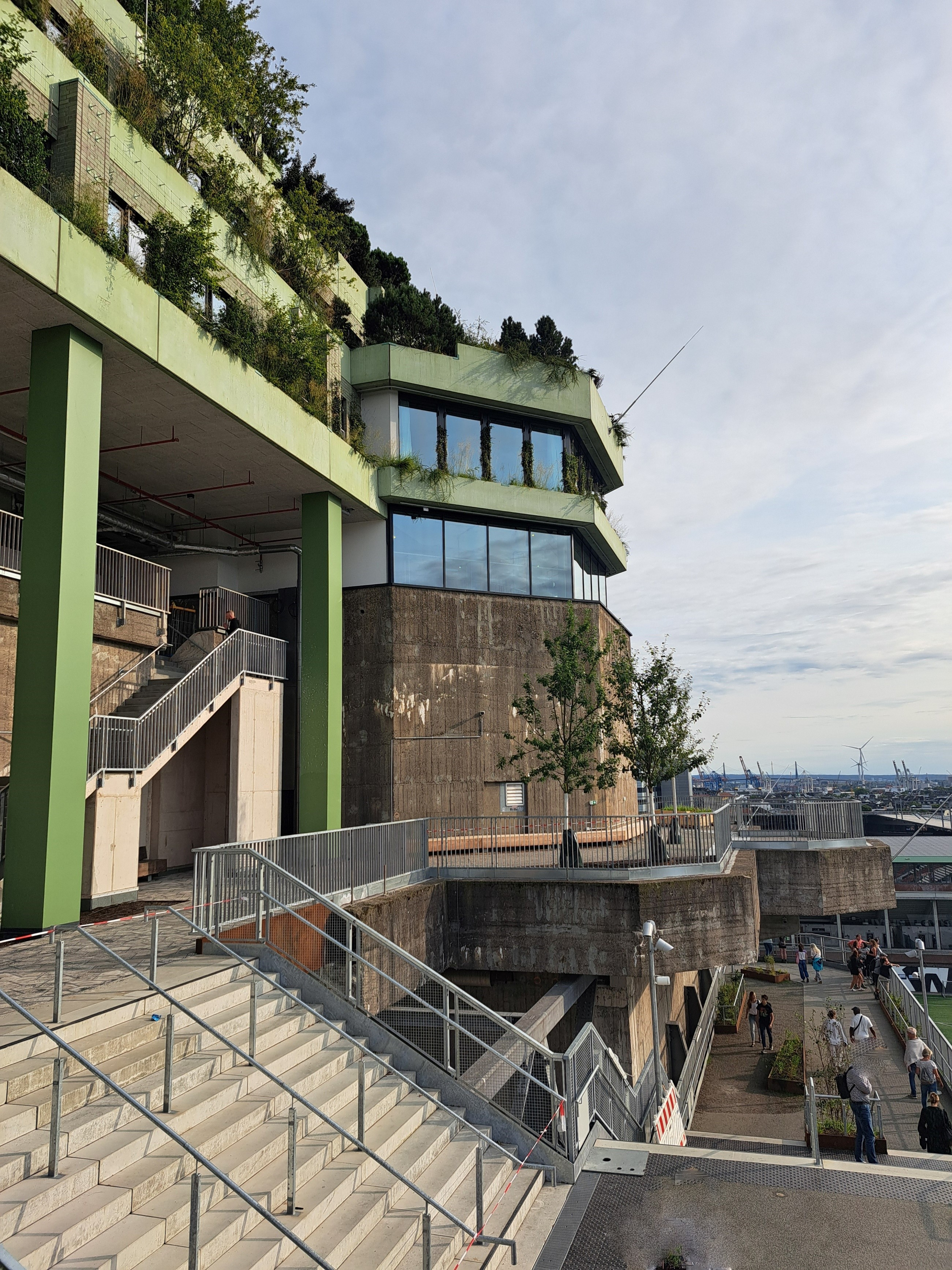
Detall de la part superior.
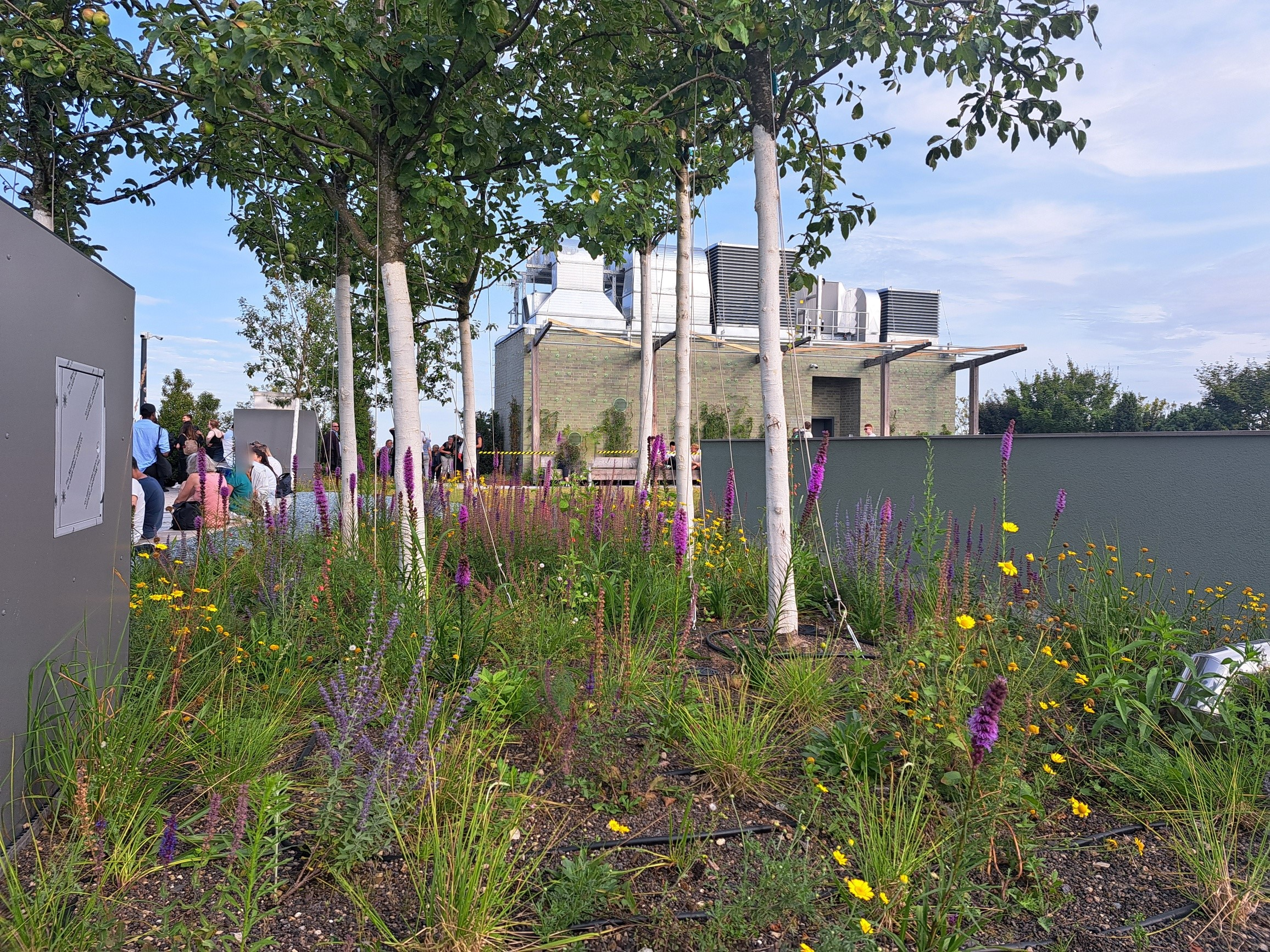
Detall de la coberta vegetal del terrat.
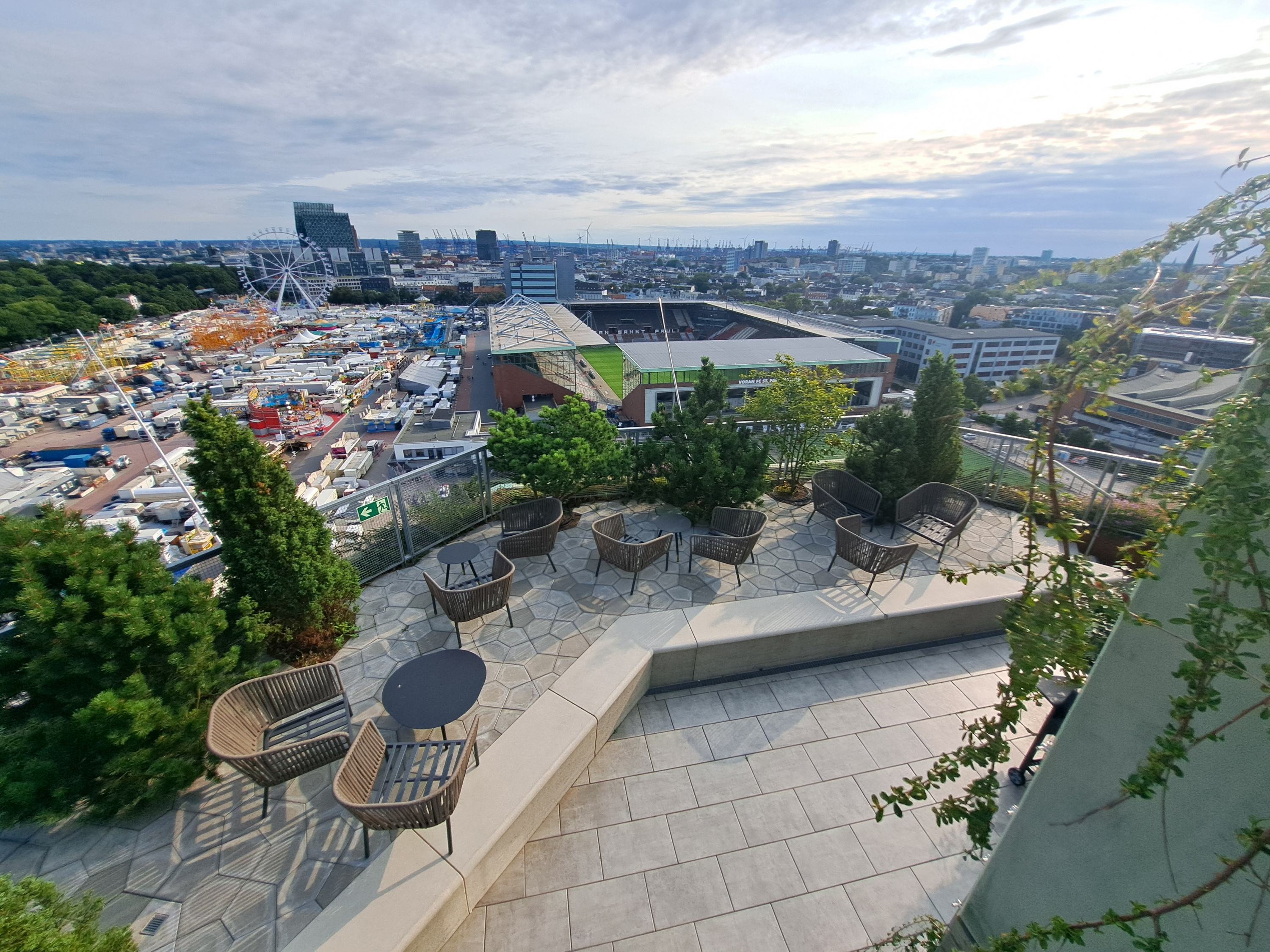
Panoràmica des del terrat amb l'estadi del FC St. Pauli.
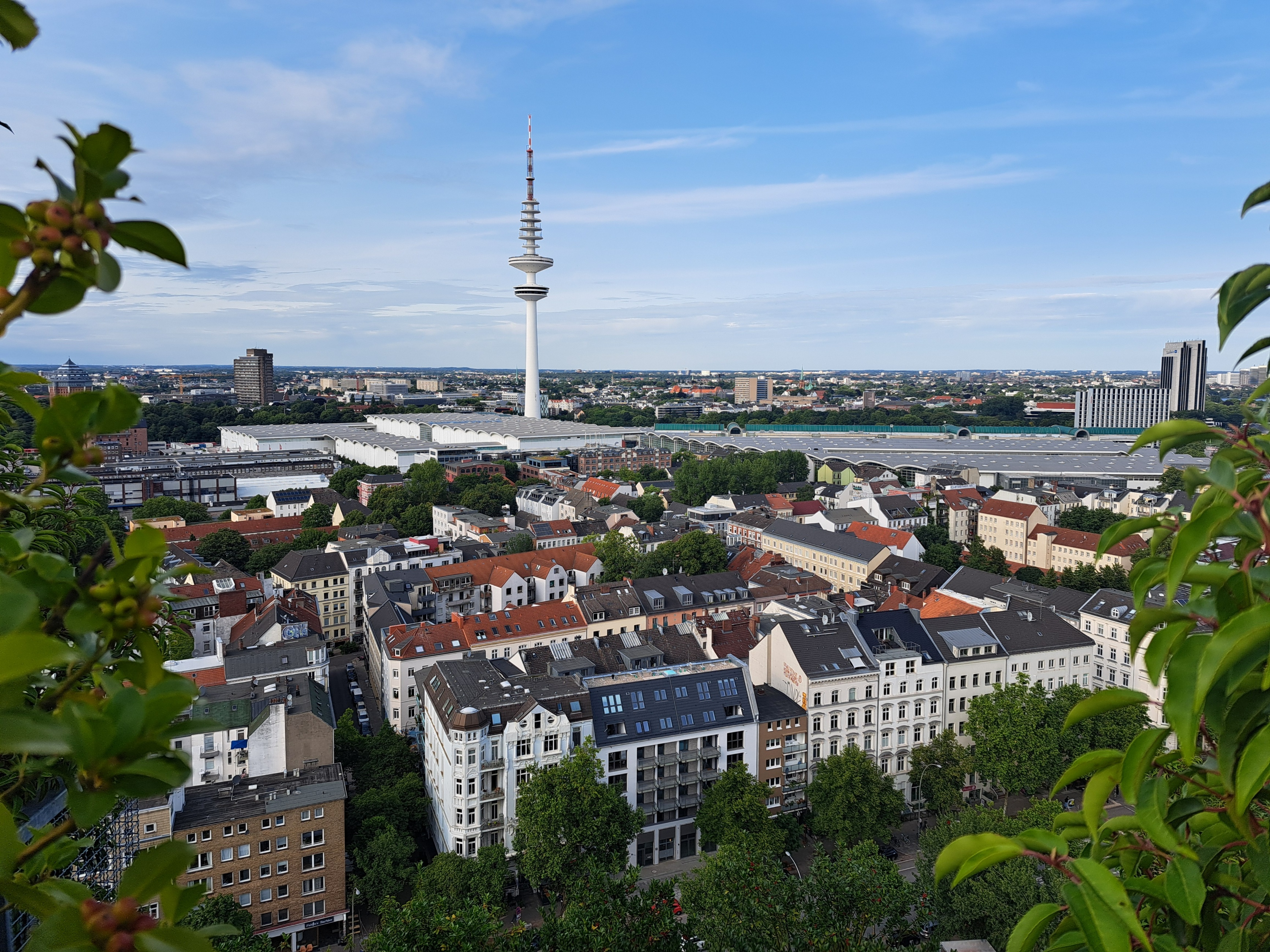
Panoràmica des del terrat amb la torre de telecomunicacions.